# GSW Immobilien
Die GSW Immobilien AG (kurz GSW) wurde 1924 als börsennotiertes Wohnimmobilienunternehmen in Berlin gegründet und besitzt in den 2020er Jahren rund 61.000 Wohneinheiten. Die Unternehmensstrategie der GSW ist auf die langfristige Verwaltung von Mietwohnungen ausgerichtet. Zum 31. Dezember 2012 wurde das Immobilienportfolio der Gesellschaft mit rund 3,3 Milliarden Euro bewertet. Im Geschäftsjahr 2012 erwirtschaftete das Unternehmen mit durchschnittlich 557 Mitarbeitern Umsatzerlöse in Höhe von 160 Millionen Euro. Im Jahr 2013 übernahm die Deutsche Wohnen die GSW Immobilien und hält rund 98,8 Prozent der Aktien.

## Geschichte

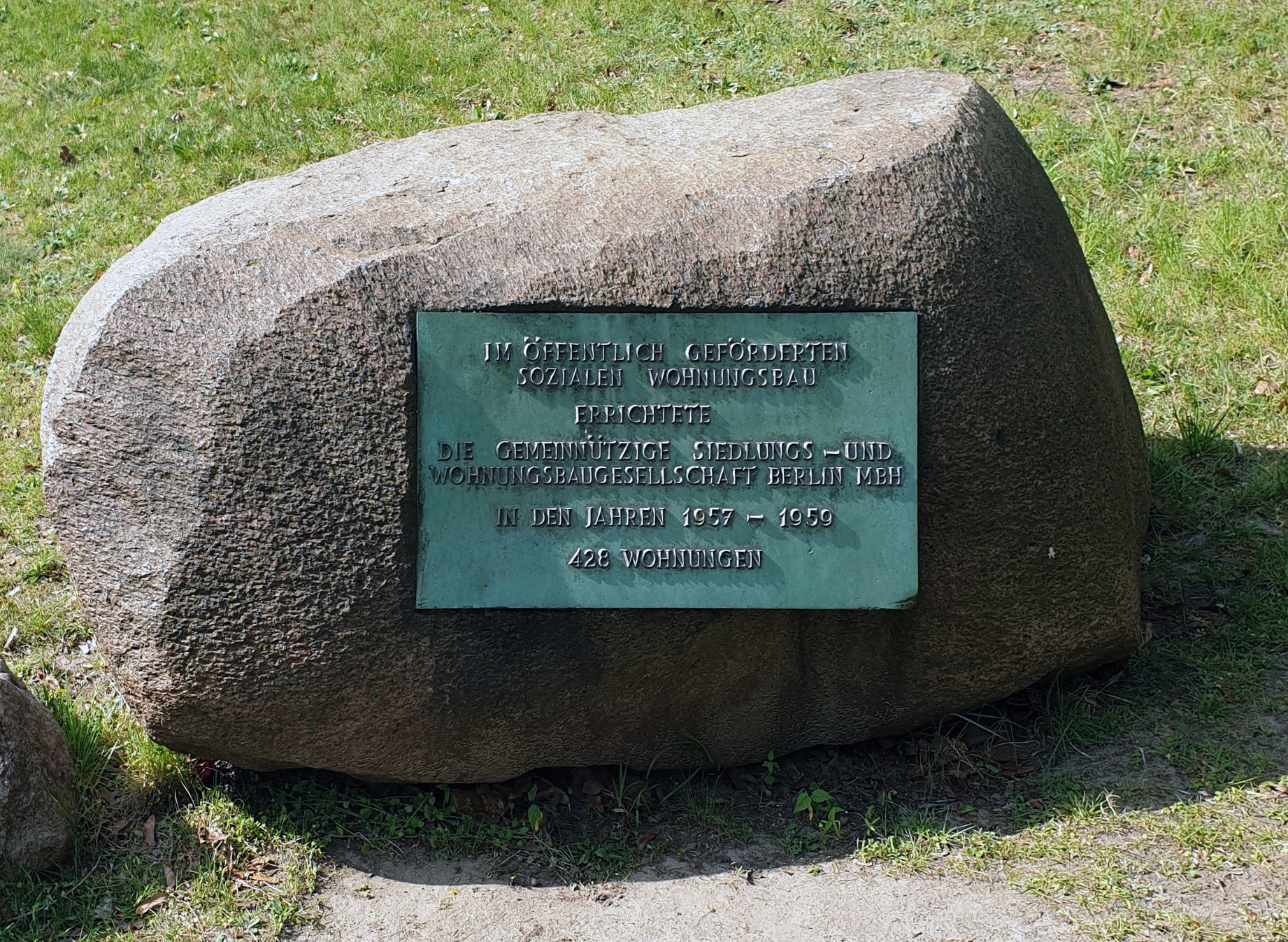
Gedenkstein zur Gründung der GSW, Am Gemeindepark 24, in Berlin-Lankwitz

Im Jahr 1924 wurde die städtische Wohnungsfürsorgegesellschaft Berlin mbH gegründet, um Neubauförderungsmittel in Berlin zu vergeben. Mitte der 1930er Jahre begann das Unternehmen mit dem Bau von eigenen Wohnungen. Im Jahr 1937 wurden acht städtische Wohnungsbau- und Siedlungsgesellschaften zur Gemeinnützigen Siedlungs- und Wohnungsbaugesellschaft (GSW) zusammengeschlossen, die mit einem Bestand von über 37.000 Wohnungen zum größten Wohnungsunternehmen der Stadt wurde. Im Laufe des Zweiten Weltkrieges wurden große Teile der Gebäude zerstört.
Infolge der politischen Teilung Berlins 1948 verlor das Unternehmen die Verfügungsgewalt über ihre Vermögenswerte im Ostteil der Stadt. Ab 1950 stand der Wiederaufbau des zerstörten Wohnraums im Zentrum der Unternehmenstätigkeit. Die 1960er und 1970er Jahre waren durch große Neubauprojekte wie die Neuköllner High-Deck-Siedlung geprägt. Nach der Wiedervereinigung und der Rückübertragung des ehemaligen Besitzes konzentrierte sich die GSW auf die Instandsetzung und Modernisierung des überwiegend in schlechtem Zustand befindlichen Ostberliner Bestandes. Bis 1995 wurden stadtweit mehrere Geschäftsstellen eröffnet.
Im Jahr 2004 verkaufte das von einer rot-roten Koalition (Senat Wowereit II) regierte Land Berlin die GSW mit einem Bestand von rund 65.000 Wohnungen für 405 Millionen Euro zuzüglich mitübernommener Schulden in Höhe von 1,56 Milliarden Euro an ein Konsortium, bestehend aus den Investmentgesellschaften Whitehall Investments Ltd. und Tochtergesellschaften von Cerberus Capital Management. Seitdem firmiert das Unternehmen als GSW Immobilien GmbH.
Mit Wirkung zum 1. April 2010 benannte sich die Gesellschaft in GSW Immobilien AG um. Am 15. April 2011 folgte die Erstnotierung im Prime Standard der Frankfurter Wertpapierbörse. Vom 19. September 2011 bis zum 26. November 2013 war die GSW im MDAX gelistet.
Im Oktober 2013 erhielten die Aktionäre der GSW Immobilien AG durch die ebenfalls im MDAX gelistete Deutsche Wohnen SE ein Angebot zum Aktientausch im Rahmen eines freiwilligen öffentlichen Übernahmeangebots. Dieses wurde mehrheitlich angenommen und erreichte eine endgültige Annahmequote von 91,05 %. Seitdem gehört die GSW Immobilien AG zur Deutsche Wohnen-Gruppe.
Am 28. Juni 2012 wurde die ehemalige Justizsenatorin Gisela von der Aue in den Aufsichtsrat gewählt und dessen Mitgliederanzahl von neun auf sechs Personen reduziert.
Auf Initiative des niederländischen Pensionsfonds PGGM, der rund 2,6 Prozent an GSW hält, musste sich der Aufsichtsratsvorsitzende Eckart John von Freyend auf der Hauptversammlung im Juni 2013 einem Misstrauensvotum stellen. Die Aktionäre warfen John von Freyend vor, mit Bernd Kottmann einen Vertrauten in das Amt des Vorstandsvorsitzenden gehoben zu haben, der nicht über ausreichende Qualifikationen verfügt. Kottmann und John von Freyend kannten sich von der gemeinsamen Zeit bei der IVG Immobilien AG, wo Freyend Vorstandsvorsitzender und Kottmann Finanzchef gewesen waren. Die IVG gilt seit den 2010er Jahren als Sanierungsfall. Zuletzt hatte sich auch der Betriebsrat gegen die Unternehmensführung ausgesprochen. Beide legten kurz darauf ihre Ämter nieder.
Die GSW wird als Eigentümerin ihrer Immobilien weitergeführt, weil bei der Übertragung des Eigentums auf die Deutsche Wohnen Grunderwerbsteuer gezahlt werden müsste. Sie ist aber nur noch eine formalrechtliche Hülle ohne eigene Rechtsbefugnis („Legaleinheit“).

## GSW-Hochhaus
Unweit des ehemaligen Checkpoint Charlie im alten Berliner Zeitungsviertel in der Charlottenstraße in Kreuzberg befindet sich die ehemals angemietete Zentrale der GSW Immobilien AG. Der Neubau – auch bekannt durch das Intro der Fernsehserie Verliebt in Berlin – wurde 1999 nach den Plänen von Matthias Sauerbruch und Louisa Hutton (Büro Sauerbruch Hutton) fertiggestellt. Er erweitert ein bestehendes Hochhaus aus den 1950er Jahren zu einem vierteiligen Ensemble. Neben dem 17-geschossigen alten Büroturm entstanden eine 22-geschossige Hochhausscheibe, die runde Pillbox sowie ein verbindender Flachbau.
Das Bauwerk war registriertes Projekt der EXPO 2000. Es hat ein Niedrigenergiekonzept, das den Verbrauch durch eine Frischluft/Abluft-Thermik um bis zu 40 Prozent senkt. Ein Doppelfassaden-System aus Glas sorgt für saubere Raumluft und gute Tageslichtausnutzung. Gekrönt wird der Bürobau in 81 Meter Höhe von einem Windsegel, das zugleich maßgeblicher Bestandteil des Energiekonzeptes ist.
Unterschiedliche Büroraumanordnungen sind je Etage möglich – einhüftige, zweihüftige und Kombi-Büroraumnutzungen. Außerdem können einzelne Büromieteinheiten abgetrennt werden. Insgesamt stehen 23.400 m² Büro- und Ladenflächen zur Verfügung. Im ersten Stock des Neubaus befindet sich ein 225 m² großer Konferenzraum mit Lobby und Teeküche.
Als der östlich der Friedrichstraße gelegene Abschnitt der Kochstraße 2008 in Rudi-Dutschke-Straße umbenannt wurde, verlegte die GSW Immobilien die Hausadresse Kochstraße 22 auf einen Nebeneingang (Charlottenstraße 4), um die Neu-Adressierung zu vermeiden, gegen die das Wohnungsunternehmen vergeblich geklagt hatte.

## Kritik

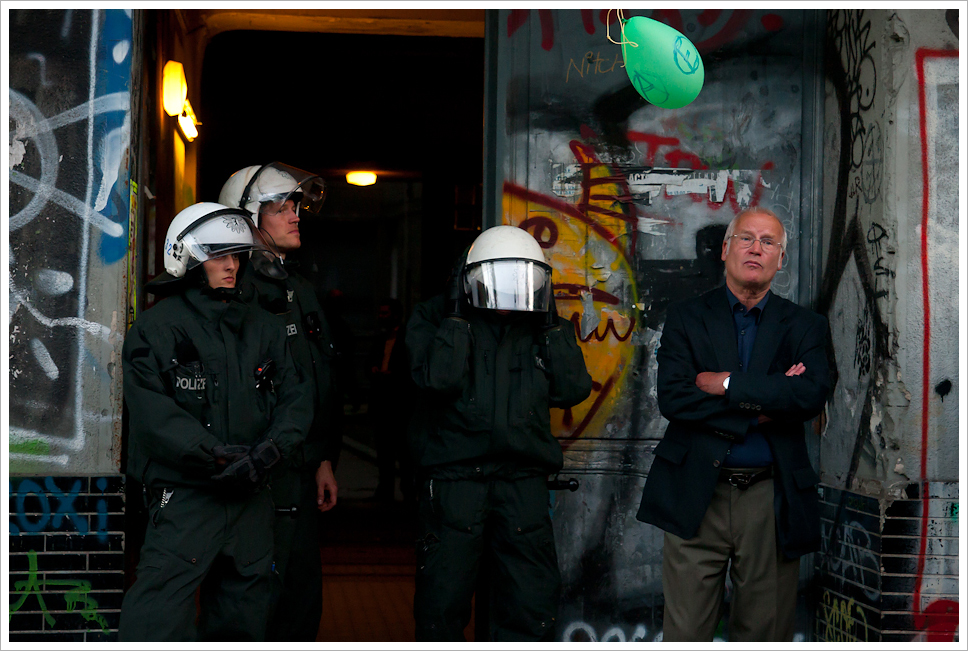
Bezirksbürgermeister Franz Schulz bei der Räumung der Schlesischen Straße 25

1993 bekam die GSW 23 landeseigene Häuser vom Land Berlin geschenkt. Vertraglich wurde allerdings eine Instandsetzung der Häuser durch die GSW innerhalb von zehn Jahren vereinbart. Nach der Privatisierung der GSW im Jahr 2004 gingen auch die Häuser in Privatbesitz über. Die hierbei neu geschlossenen Verträge mit den neuen Eigentümern Cerberus und Goldman Sachs wurden geheim gehalten. 2011 wurden die Immobilien in marodem Zustand durch die GSW verkauft, was zu Protesten und dem Vorwurf der Vertragsverletzung führte. Die Proteste gipfelten in einer Besetzung eines der betroffenen Häuser in der Schlesischen Straße 25, auf die seitens der Polizei mit einer Räumung reagiert wurde. Kritisiert wird zudem, dass die meisten der von der Stadt verschenkten Häuser nach Verwaltung durch die GSW neben einem fortschreitenden Verfall auch von Leerstand betroffen seien, verkauft wurden und Mieter durch Luxussanierungen verdrängt würden. Dies sei ebenfalls vertragswidrig, da der Weiterverkauf sowie die Umwandlung der Wohnungen in Wohneigentum ohne Zustimmung des Landes untersagt waren. Schäden wie Hausschwamm, undichte Dächer oder kaputte Schornsteine seien trotz Mängelanzeigen nicht von der GSW behoben worden. Beim Weiterverkauf von fünf Häusern seien die Mieter trotz Vorkaufsrecht nicht informiert worden und die bei der Privatisierung 2004 vereinbarten Mieterschutzklauseln nicht an die Käufer der Immobilien weitergegeben worden.
Von den Oppositionsfraktionen Bündnis 90/Die Grünen Berlin, Die Linke und der Piratenfraktion wurde der Rot-Schwarze Senat in der Plenarsitzung am 14. Juni 2012 aufgefordert, den Problemen nachzugehen und die neuen Verträge zur Privatisierung offenzulegen. Seitens des damaligen Senators für Stadtentwicklung und Umwelt Michael Müller wurde jedoch angegeben kein Vertragsverletzungsverfahren einleiten zu wollen.
Zu den Sitzungen des Ausschusses für Bauen, Wohnen und Verkehr des Abgeordnetenhauses von Berlin am 18. April und am 6. Juni, fanden Anhörungen statt, zu denen die Vertreter der GSW ihre Teilnahme jedoch jeweils absagten. Des Weiteren wurde ein Implementierungsausschuss zur Überwachung der vertraglichen Beziehungen zwischen dem Land Berlin und der GSW eingerichtet.